# Les Nuits de la pleine lune
Série Comédies et Proverbes
Pauline à la plage
(1983) Le Rayon vert
(1986)
Pour plus de détails, voir Fiche technique et Distribution.
Les Nuits de la pleine lune est un film français réalisé par Éric Rohmer et sorti en 1984. C'est le quatrième volet de la série Comédies et Proverbes. Il illustre le proverbe prétendument champenois, inventé en réalité en allusion à Chrétien de Troyes par Rohmer lui-même : « Qui a deux femmes perd son âme, qui a deux maisons perd sa raison ».
Le film suit Louise, qui vit en couple avec Rémi et qui décide de reprendre son studio parisien afin de pouvoir profiter pleinement de ses sorties nocturnes et avoir un pied à terre dans le centre-ville. Son compagnon voit ce choix d'un mauvais œil, persuadé que Louise tente par ce moyen de le fuir. Accompagnée d'Octave, un ami qui éprouve pour elle des sentiments ambivalents, elle fera l'expérience de ce mode de vie et en éprouvera les conséquences.

## Synopsis
Le film est divisé en « chapitres » précédés d'intertitres.
Novembre
Louise, jeune décoratrice d'intérieur, vit avec Rémi à Lognes, au sein de la ville nouvelle de Marne-la-Vallée dans la banlieue parisienne. L'un et l'autre ont des visions opposées de leur relation ; Louise aimerait avoir plus d'indépendance, Rémi ne conçoit pas qu'elle veuille sortir seule avec d'autres amis.
À Paris, Louise a un ami proche, l'écrivain Octave, qui est marié et père d'une fille mais qui est ouvertement amoureux d'elle. Elle possède en ville un petit appartement qui vient d'être libéré par son locataire et qu'elle décide de transformer en pied-à-terre.
Louise se rend à une fête avec Octave, qu'elle ne considère que comme un ami ; elle y danse toute la nuit avec un inconnu sur la musique de Jacno, jusqu'à ce que Rémi arrive à l'improviste. Louise refuse de rentrer avec lui, le couple se dispute, il part. Une collègue, Camille, et son amie Marianne, qui vivent à Marne-la-Vallée, accompagnent Louise en voiture. Louise se confie à elles, et invite en plaisantant Camille à sortir avec Rémi pour qu'elle se sente plus libre. En rentrant chez elle, elle propose à son fiancé un « pacte » qui le choque : elle s'installera dans le petit appartement parisien, leur relation continuera mais chacun sera libre de voir d'autres amis ; si l'un d'entre eux devait tomber amoureux d'un autre, il devra le confier à son compagnon qui le libérera. Au début, Rémi est furieux mais il doit accepter la situation.
Décembre
Louise s'installe dans le pied-à-terre ; le premier soir, elle cherche une amie pour sortir, mais ni Octave ni personne n'est libre. Le lendemain matin, elle achète un beau cadeau pour Rémi, une théière pour remplacer celle qui s'est cassée. Elle lui rend visite dans leur appartement de Lognes; il y a beaucoup de tendresse entre eux deux.
Janvier
Louise est dans une brasserie à Paris avec Octave, qui dit qu'il y écrit souvent ses articles. Il n'a pas abandonné l'idée d'avoir une liaison avec elle. En allant aux toilettes, Louise aperçoit Rémi et se cache ; de retour à table, elle en parle à Octave qui, à son tour, a vu une amie de Louise dans le salon ; non physionomiste, il la lui décrit : à sa toque en fourrure, Louise reconnaît Camille, qu'elle avait invitée à sortir avec Rémi. Elle décide alors de mener l'enquête et se rend chez lui. Camille elle-même arrive, mais nie s'être rendue dans une brasserie à Paris ; elle revient de Milan où elle a suivi son nouveau petit ami italien.
Février
Lors d'une nouvelle fête, Louise retrouve le garçon avec lequel elle avait dansé la fois précédente : il s'appelle Bastien et il est musicien de rock. Elle est fortement attirée par lui. Octave arrive, il sent ce qui se passe entre les deux.
Au dernier moment, Louise téléphone à Octave et annule son rendez-vous avec lui, mais son ami se précipite au pied-à-terre car il a compris que le musicien est impliqué. Octave ne comprend pas qu'elle veuille une relation avec d'autres hommes et non avec lui ; Louise fait une crise de nerfs en lui disant qu'elle ne le considère que comme un ami.
Mécontent, Octave la laisse partir. Louise se retrouve au lit avec Bastien, mais se réveille le matin alors qu'il fait encore nuit, s'habille et quitte son appartement. Elle entre dans un café pour le petit-déjeuner et engage la conversation avec un homme assis à la table voisine, un illustrateur de livres pour enfants. Comme cela arrive souvent avec de parfaits inconnus, Louise lui confie qu'elle a deux maisons et deux hommes. Mais visiblement, elle s'est décidée, car elle arrive tôt le matin dans la maison de Lognes. Là, elle découvre à sa grande déception que Rémi n'a pas dormi chez lui. Il revient à 10 heures et lui avoue qu'il est tombé amoureux : ce n'est pas de Camille, comme elle le soupçonne, mais de son amie Marianne, qui portait sa  toque en fourrure empruntée ce jour-là à la brasserie de Paris.
Louise a été victime du pacte qu'elle lui proposait. Elle se met à pleurer, puis téléphone à Octave en lui donnant rendez-vous le soir même. Elle rassemble ses quelques affaires et retourne à Paris.

## Fiche technique
- Titre original : Les Nuits de la pleine lune
- Réalisation : Éric Rohmer
- Scénario : Éric Rohmer
- Décors et costumes : Pascale Ogier
- Photographie : Renato Berta
- Son : Georges Prat, Gérard Lecas
- Musique : Elli & Jacno
- Montage : Cécile Decugis, Lisa Hérédia
- Production : Margaret Ménégoz
- Sociétés de production : Les Films du Losange, Les Films Ariane, Compagnie Éric Rohmer
- Sociétés de distribution : Soprofilms, Acteurs Auteurs Associés
- Pays d'origine :  France
- Langue : français
- Format : Couleur - 35 mm - 1,37:1 - Son mono
- Genre : comédie dramatique
- Durée : 103 minutes[1]
- Date de sortie : 
  - France : 29 août 1984

## Distribution
- Pascale Ogier : Louise
- Tchéky Karyo : Rémi
- Fabrice Luchini : Octave
- Virginie Thévenet : Camille
- Christian Vadim : Bastien
- László Szabó : Le peintre du café
- Lisa Garneri : Tina, la baby-sitter
- Mathieu Schiffman : L'ami décorateur de Louise
- Anne-Séverine Liotard : Marianne
- Hervé Grandsart : Bertrand, l'ami de Rémi
- Elli Medeiros : une invitée à la soirée[2].
- Noël Coffman : Stanislas

## Production

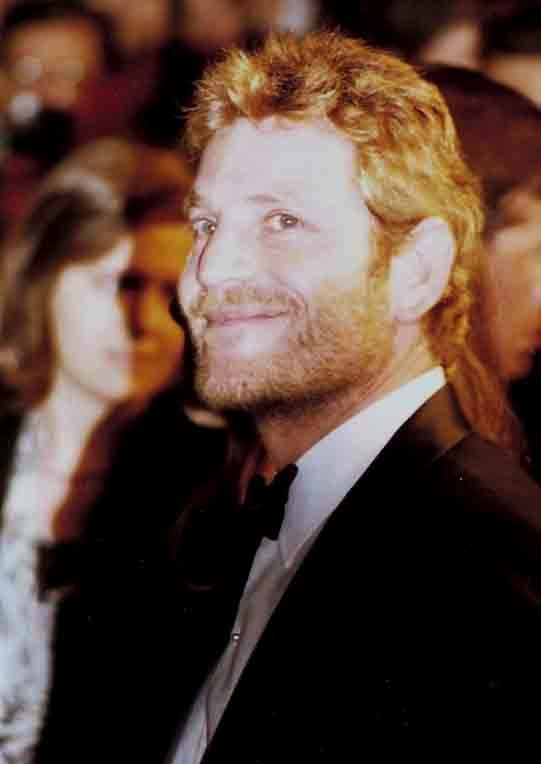
Tchéky Karyo joue pour la première et unique fois dans un film de Rohmer.

Contrairement aux films précédents du cycle Comédies et proverbes que sont La Femme de l'aviateur (1981), Le Beau Mariage (1982) et Pauline à la plage (1983), l'intrigue des Nuits de pleine lune ne provenait pas d'un ancien travail de Rohmer. Il a écrit le scénario, d'abord intitulé La Garçonnière, puis L'Appartement, avec une aisance inhabituelle au début des années 1980. Il revenait toutefois sur une question qu'il avait déjà abordée dans L'Amour l'après-midi (1972) : Est-il possible de mener deux vies en même temps ? Le film était en quelque sorte un contrepoint au dernier des Contes moraux, dans lequel la perspective passait d'un personnage masculin à un personnage féminin. Concernant la devise d'introduction du film « Qui a deux femmes perd son âme, qui a deux maisons perd sa raison », Rohmer la faisait passer pour un « dicton champenois », mais cette référence est « vraie-fausse » et au moins en partie inventée par lui-même.
Pour Les Nuits de la pleine lune, Rohmer s'est davantage inspiré du zeitgeist des années 1980 que dans ses autres films. Il voulait explorer la vie nocturne, la scène festive et le monde des « branchés ». Pour cela, il a interrogé des acteurs de ses films précédents comme Pascal Greggory et s'est rendu lui-même — en compagnie du jeune musicien Ronan Girre, qui a écrit la musique du Beau mariage — à des fêtes et dans des boîtes de nuit, où il s'asseyait la plupart du temps dans un coin et observait les jeunes gens. Dans des notes, il se plaignait de la fumée et de la musique forte lors de ces événements. Pour la grande scène de fête qui représente le « clou » des Nuits de la pleine lune, le studio de production de Rohmer, Les Films du losange, a effectivement organisé une fête le 31 janvier 1984 au 120 Nuits, une discothèque parisienne éphémère qui avait été choisie par Pascale Ogier car représentative de l'esprit de fête et d'insouciance de l'époque. Elle a fini par être tellement bondée que l'équipe du film a eu du mal à trouver de la place pour le tournage. La musique était composée par le jeune duo pop Elli et Jacno (chanteuse Elli Medeiros), qui avait été recommandé à Rohmer.
L'appartement où vit l'ami de Louise est un clin d'œil au peintre abstrait Piet Mondrian ; en effet, l'appartement est une mise en forme de ses idées plastiques en architecture d'intérieur, qui n'est pas sans rappeler la façon dont l'artiste avait lui-même organisé son appartement. On retrouve l'utilisation des couleurs primaires (jusqu'aux couleurs des fleurs rouges et bleues), et la référence par l'accrochage de reproductions d’œuvres de Mondrian sur les murs. De plus, Louise travaille dans les arts décoratifs et fabrique des lampes inspirées du néoplasticisme. Il s'agit d'un des principes majeurs du mouvement De Stijl : l'application des principes découverts en peinture à tous les domaines de la vie et de la création.
Le décor de la banlieue parisienne anticipe la déshumanisation futuriste de Cergy-Pontoise, la ville modèle où se déroulera plus tard L'Ami de mon amie. Rohmer n'aime pas ces cités-dortoirs, qu'il dépeint comme des cathédrales construites dans le désert : le quartier de Marne-la-Vallée est encore visiblement inachevé, tandis qu'à Cergy les protagonistes continuent d'errer dans ses rues presque inhabitées.

### Attribution des rôles
Rohmer avait déjà travaillé avec les deux acteurs principaux Pascale Ogier et Fabrice Luchini dans Perceval le Gallois (1978), et avec Luchini dans quelques autres films. Pour tous deux, Les Nuits de pleine lune a marqué une étape majeure dans leur carrière. Luchini, qui était cantonné depuis Perceval au rôle d'intellectuel fatigant, a prouvé à quel point il pouvait être spirituel et drôle, ce qui lui a valu une popularité durable. Mais c'est surtout à Pascale Ogier que le film a valu une grande attention du public et des médias. Comme d'habitude chez Rohmer, il avait conçu son rôle en partie d'après ses propres expériences autobiographiques. Mais il avait également intégré les expériences d'autres jeunes femmes de son entourage comme Arielle Dombasle, Marie Bouteloup ou Françoise Etchegaray. En outre, il avait laissé Ogier — en cohérence avec la profession du personnage qu'elle représentait, décoratrice — réaliser l'aménagement de leurs deux appartements, y compris les tableaux de Piet Mondrian qui ne correspondaient pas à ses propres goûts. Il l'a également laissée choisir les costumes de son personnage, en ne lui imposant que la couleur grise qui devait dominer le film. Pour Ogier, le film fut un grand succès. Elle devint aux yeux du public une sorte d'archétype de la Parisienne de 1984 et fit de nombreuses apparitions à la télévision, mais sa célébrité ne dura que quelques semaines. La veille de son 26e anniversaire en octobre 1984, après une fête où elle avait consommé de la drogue, elle mourut d'une crise cardiaque,.

### Bouleversement
Pour Rohmer, Les Nuits de la pleine lune ne marqua pas seulement un succès particulier dans le cycle Comédies et Proverbes, mais aussi un bouleversement. Après le film, il se sépara de l'ensemble de son équipe de tournage, dont le chef opérateur Renato Berta et l'ingénieur du son de longue date Georges Prat, et constitua une nouvelle équipe, rajeunie et féminisée. Les films suivants, Le Rayon vert (1986) et Quatre Aventures de Reinette et Mirabelle (1987), suivirent un principe plus expérimental : tourné avec un minimum de moyens et sur pellicule 16 mm, l'improvisation des acteurs était surtout au centre des préoccupations.

## Exploitation
Les Nuits de la pleine lune a attiré plus de 620 000 spectateurs en France, dont la moitié rien qu'à Paris. 

### Accueil critique
Au-delà des attentes de Rohmer, toute une génération a pu se reconnaître dans le film et il est devenu, avec son élégance festive, son chaos relationnel et sa nostalgie des traditions, un modèle de la culture parisienne des années 1980. La critique a été presque unanimement favorable, y compris celle de Claude Baignères qui avait auparavant dénoncé Pauline à la plage dans Le Figaro. D'après Luc Arbona dans Les Inrocks « Louise, c’est une jeune actrice au charme fou qui vient d’avoir 25 ans : Pascale Ogier. Que serait ce film sans toi, Pascale, sans ton charme fou et cette chanson d’Elli et Jacno sur laquelle tu danses, une nuit de la pleine lune ? Rohmer a saisi la grâce de cette beauté qui ne faisait que passer. ». Pour Marine Landrot dans Télérama, « ce film est un chant polyphonique pour deux voix, enchanteresses. La première est celle d'une jeune femme pour qui l'ascension des années 80 est une perspective grisante. Hélas disparue juste après la sortie du film, Pascale Ogier tranche avec les héroïnes habituelles d'Eric Rohmer, romantiques et désuètes.[...] À sa voix diaphane se mêle celle de Fabrice Luchini, à peine sorti de la chrysalide. L'acteur joue un dandy brimé, pauvre confident dont la gent féminine n'attend rien d'autre qu'une amitié respectueuse. Fonctionnelle jusqu'au paroxysme, superbement filmée, la ville sert de caisse de résonance à leurs refrains, qui finissent par s'unir. Ce film continue d'émerveiller par sa justesse prémonitoire et sa beauté fragile ». Dans ce concert de louanges, une objection fut formulée à la sortie du film par Serge Daney dans Libération, dans laquelle il reprochait à Rohmer un « brechtisme pervers », liant le spectateur à ses personnages jusqu'à ce qu'ils se dirigent vers leur punition méritée, mais n'élargissant pas non plus le regard, se complaisant dans leurs larmes.

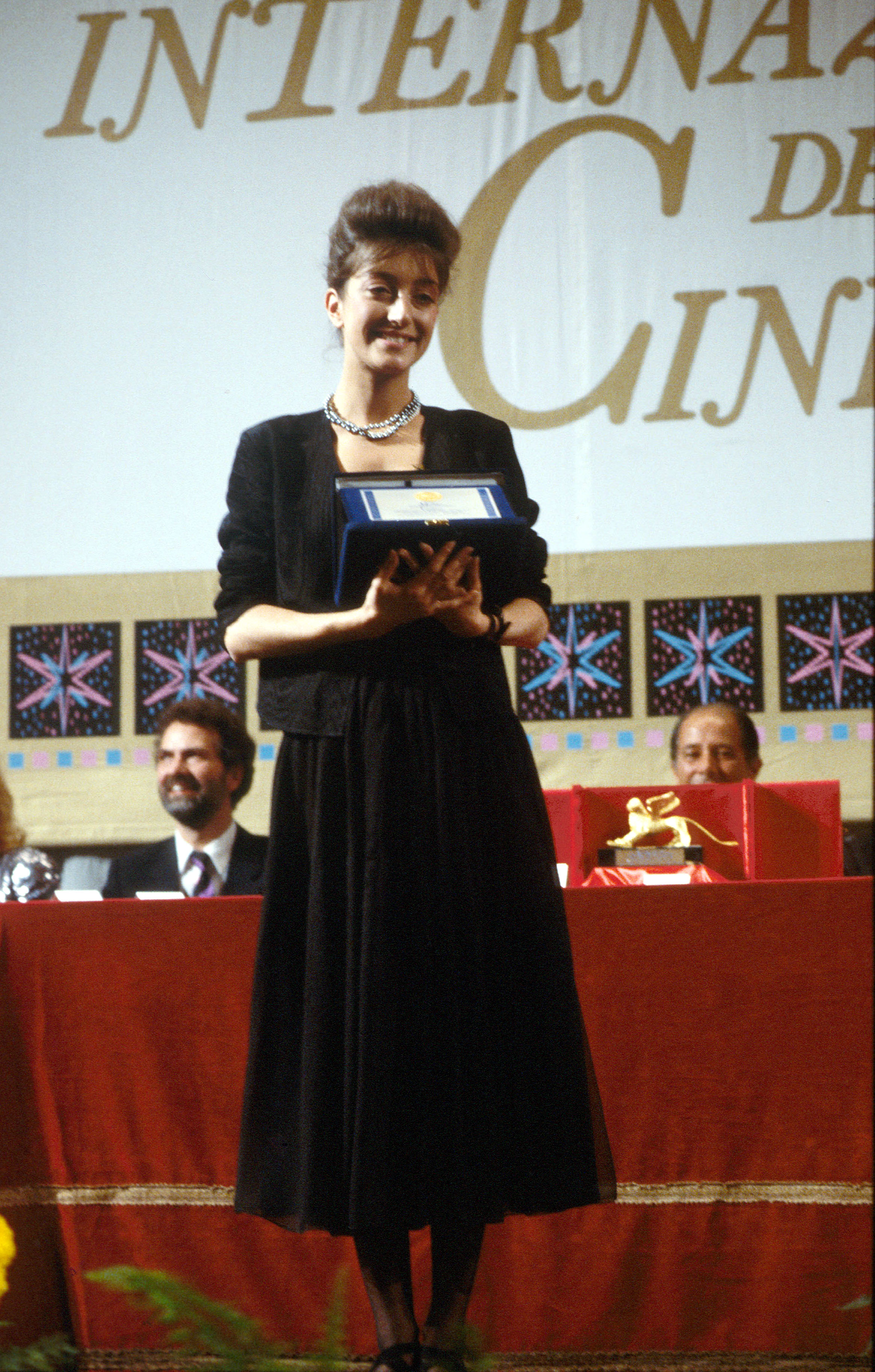
Pascale Ogier reçoit la Coupe Volpi de la meilleure interprétation féminine lors de la Mostra de Venise 1984.

Pour Vincent Canby dans le New York Times, le film figure « parmi les meilleurs de Rohmer. L'auto-illusion éclairée est le système de ce petit univers, et c'est rafraîchissant et drôle à regarder ». Le site Filmdienst a estimé : « Une exploration spirituelle et intelligente des questions fondamentales de la cohabitation humaine. Ce film, porté par la sympathie pour ses personnages et dont la mise en scène n'est légère qu'en apparence, séduit à la fois par son style, son ton, son rythme narratif et son sujet ». Hellmuth Karasek a parlé dans Der Spiegel d'une « odyssée capricieuse d'une jeune fille à travers sa jeune vie ; une navetteuse entre la grande ville et la banlieue, constamment en voyage elle aussi entre un engagement ferme et son désir d'être libre et seule ». L'actrice principale réussit à créer « un type d'époque touchant, une jeune fille courageuse et pleine de larmes » qui tente de surmonter les contradictions de sa vie de manière à la fois ludique et raisonnable.
Selon Il Mereghetti, il s'agit de « l'une des meilleures œuvres de Rohmer, un portrait amusé et intelligent d'une génération qui ne veut que s'amuser avec les sentiments », avec un « style raffiné et plein d'autodérision ». Pour le Il Morandini, « Rohmer conduit la pièce avec son élégance habituelle. Il crée ses personnages, les laisse bouger, les observe de loin avec une ironie souriante qui n'est jamais irrévérencieuse ». Se déroulant presque entièrement la nuit, elle possède une atmosphère particulière et captivante. Louise a un point commun avec Sabine, la protagoniste du Beau Mariage : toutes deux ont fait d'un projet subjectif dont elles sont convaincues (la liberté sentimentale ou son contraire, le mariage) un levier pour changer leur monde.

### Distinctions
- Coupe Volpi de la meilleure interprétation féminine pour Pascale Ogier lors de la Mostra de Venise 1984.
- Nominations aux Césars du « Meilleur film », « Meilleur réalisateur », « Meilleur scénario », « Meilleure actrice » (Pascale Ogier) et « Meilleur second rôle masculin » (Fabrice Luchini) en 1985.

## Discographie
- 1984, Les Nuits de la pleine lune, Elli et Jacno, CBS Disques